# Agriomorpha
Agriomorpha is een geslacht van libellen (Odonata) uit de familie van de Megapodagrionidae (Vlakvleugeljuffers).

## Soorten
Agriomorpha omvat 1 soort:
- Agriomorpha fusca May, 1933